# Juan Manuel Pérez Álvarez
Juan Manuel Pérez Álvarez (Orense, 26 de febrero de 1985) es un escritor español en lengua castellana .

## Biografía
En septiembre de 2010 presenta el poemario "Sangre y Agua" en el Círculo Poético Orensano. Se  licencia en Derecho en 2010. 
En noviembre de 2101 estrena el espacio "Jueves Bohemios Literarios"

## Trayectoria profesional
Su poética se centra en la investigación del mundo a través del intimismo y la metáfora. 
Preocupado por los sentimientos del ser humano se esfuerza por lograr expresar la esencia de la existencia, de la mente, y la realidad del hombre.
Ha participado en publicaciones literarias como Letralia, La Sombra del Membrillo, Suplemento cultural de El Librepensador, Papirolas, Papirando, Literarte, Estrellas Poéticas, Pluma y Tintero, Sequoia Virtual,NCL, etc. 

## Obras Publicadas

### Poesía
- Azul y Oro/Diario Suspensivo, 2005.
- Vidrieras, 2006.
- Versiones de una vasija, 2009.
- Sangre y agua, 2010. ISBN 978-84-15144-03-8
- El grado de la aurora, 2010. ISBN 978-989-697-076-5
- El caballero invencible, 2011. ISBN 978-84-15144-64-9
- La semilla en el surco, 2012. ISBN 978-989-697-637-8
- El milenio y otros poemas, 2013.  ISBN 978-989-51-0783-4

### Narrativa
- Testamento de un Cíclope Dandy, 2011. Archivado el 31 de enero de 2016 en Wayback Machine. ISBN 978-1937482299

### Otros géneros
- El hombre y su palabra, 2010.  ISBN 978-987-665-019-9

### Obras Inéditas
Juan Manuel Pérez Álvarez también es autor de cuatro obras de teatro inéditas.